# Stephen Ellis
Stephen Ellis é um montador e produtor britânico. Como reconhecimento, foi nomeada ao Oscar 2017 na categoria de Melhor Documentário em Curta-metragem por Watani: My Homeland.